# Henry S. Caulfield

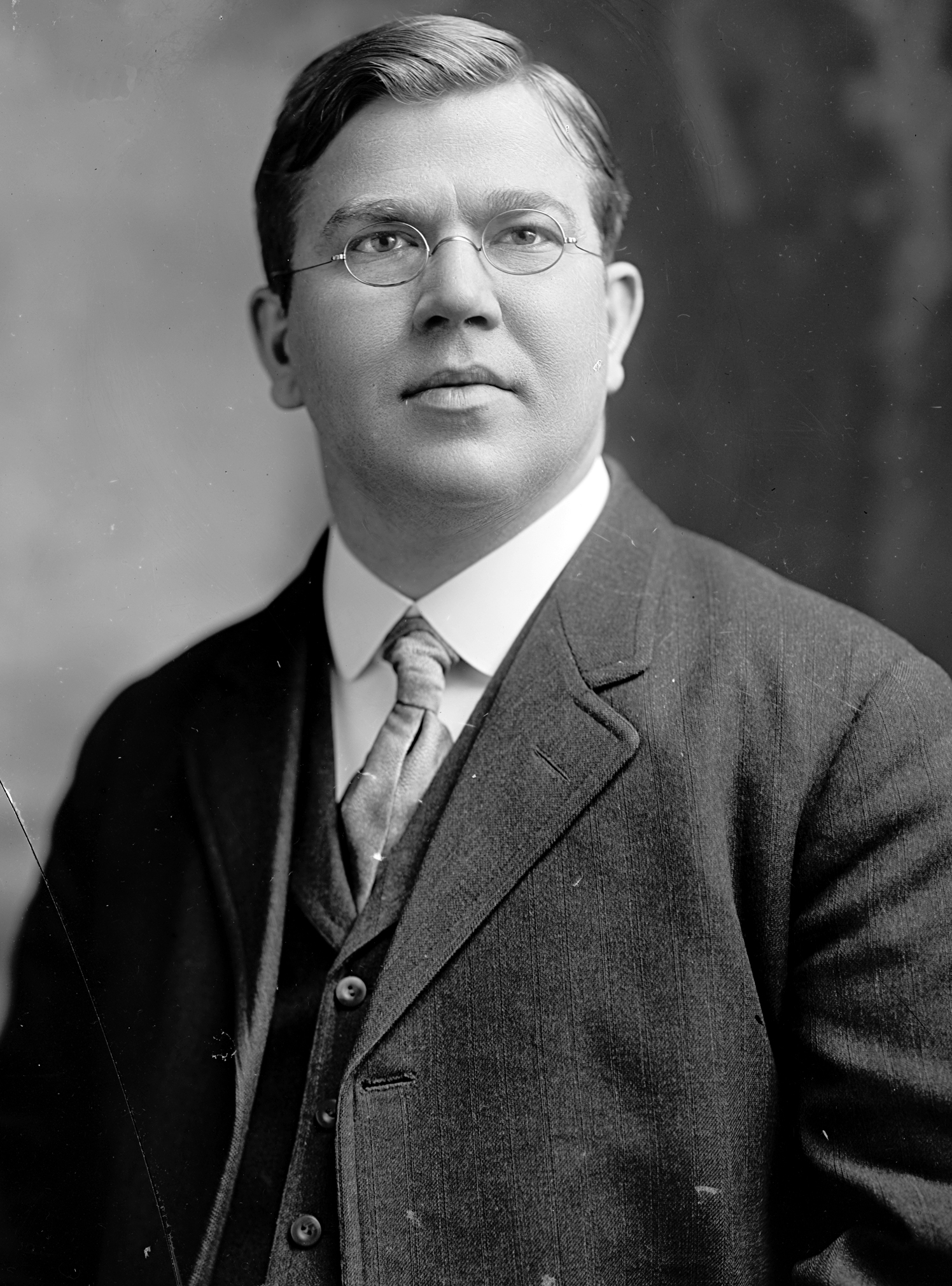
Henry S. Caulfield

Henry Stewart Caulfield (* 9. Dezember 1873 in St. Louis, Missouri; † 11. Mai 1966 ebenda) war ein US-amerikanischer Politiker (Republikanische Partei) und von 1929 bis 1933 der 37. Gouverneur von Missouri. Diesen Bundesstaat vertrat er außerdem im US-Repräsentantenhaus.

## Frühe Jahre und politischer Aufstieg
Henry Caulfield besuchte das St. Charles College und die Washington University, an der er bis 1895 Jura studierte. Danach begann er in St. Louis als Rechtsanwalt zu arbeiten. Im Jahr 1904 bewarb er sich erfolglos um einen Sitz im Kongress. Zwei Jahre später hatte er mehr Erfolg und wurde ins US-Repräsentantenhaus gewählt, dem er dann zwischen 1907 und 1909 angehörte. Zwischen 1909 und 1910 war er Steuerbeauftragter der Stadt St. Louis (Excise commissioner) und zwischen 1910 und 1912 war er am Berufungsgericht von St. Louis beschäftigt. In den Jahren 1921 und 1922 war er juristischer Berater dieser Stadt. Im November 1928 wurde er zum neuen Gouverneur seines Staates gewählt, wobei er sich mit 51,6 Prozent der Stimmen gegen den Demokraten Francis M. Wilson durchsetzte.

## Gouverneur von Missouri
Caulfield trat sein neues Amt am 14. Januar 1929 an. In seiner vierjährigen Amtszeit wurde die Verwaltung reformiert. Damals entstand ein offizielles Landwirtschaftsministerium in Missouri. Andere Ministerien wurden neu strukturiert und teilweise zusammengelegt. Damals entstand auch eine eigene Autobahnpolizei. Ebenfalls in seine Amtszeit fällt der Beginn der Weltwirtschaftskrise, die auch in Missouri deutliche Auswirkungen hinterließ und deren Folgen erst im weiteren Verlauf der 1930er Jahre überwunden werden konnten.
Auch nach dem Ende seiner Gouverneurszeit blieb Caulfield politisch aktiv. Im Jahr 1938 bewarb er sich um einen Sitz im US-Senat, erreichte aber nur 39,2 Prozent der Stimmen und unterlag damit Amtsinhaber Bennett Champ Clark. Zwischen 1941 und 1949 war er Leiter der Wohlfahrtsbehörde in St. Louis und danach Mitglied einer Kommission zur Reformierung der Landesverwaltung. Henry Caulfield starb am 11. Mai 1966 und wurde in St. Louis beigesetzt. Er war zweimal verheiratet und hatte insgesamt vier Kinder.